# Jack contra lui Jack cel Rău
Jack contra lui Jack cel Rău este al optulea episod al serialului de desene animate Samurai Jack.

## Subiect
Jack se luptă cu tot soiul de vânători de recompense, cu tot felul de forme: pește, blănos rotofei, maimuță, urs, viermi, elefant. Nemaiprididind cu lupta, Jack își pierde cumpătul și după ce îi răpune pe toți, se trezește înfruntat de dublul său întunecat, plămădit din propria sa ură prin magia lui Aku.
Cei doi Jack încep să se lupte cu ură crescândă. Dar la un moment dat, văzându-și chipul adevărat în luciul săbiei, Jack cel Bun se dezmeticește, își alungă ura din suflet și pune capăt luptei, căci în lipsa urii dublul său nu-l mai poate atinge și dispare.